# Tâmil Nadu

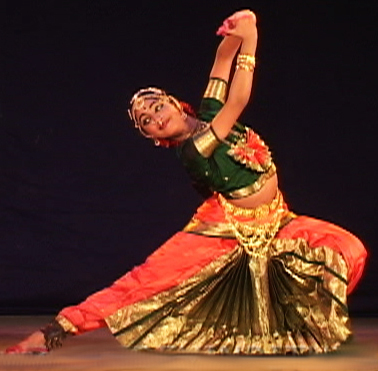
Bharathanatyam

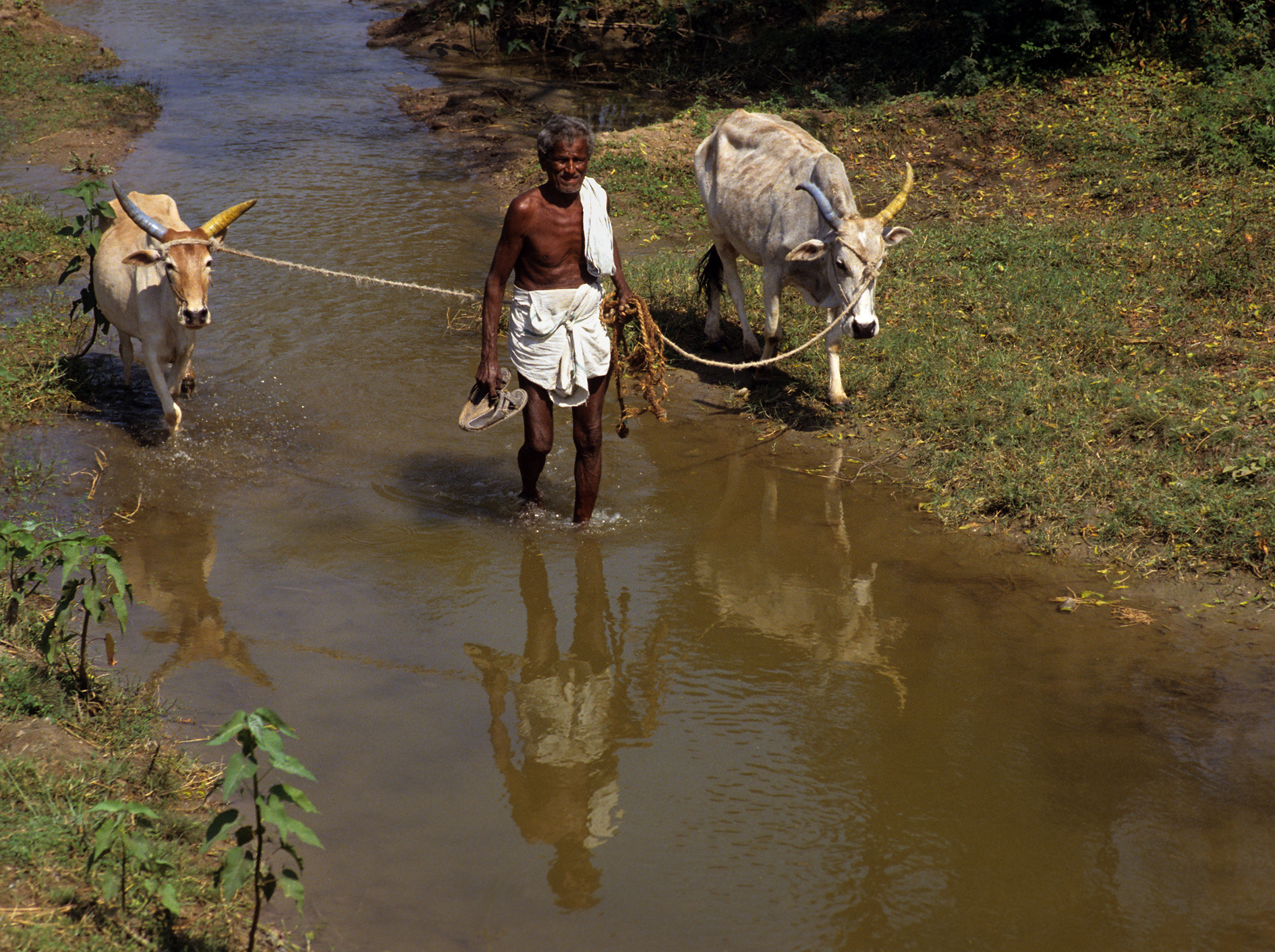
Trabalhador rural em Tâmil Nadu

Tâmil Nadu (em tâmil: தமிழ்நாடு, "Terra dos Tâmeis", t̪ɐmɨɻ n̪aːɽɯ) é o estado mais meridional da Índia. O décimo maior estado indiano por área e o sexto maior em população, Tâmil Nadu é o lar do povo tâmil, que fala a língua tâmil, uma das línguas clássicas mais antigas sobreviventes e serve como sua língua oficial. Sua capital é a cidade de Chennai.
Localizado na costa sudeste da península indiana, Tâmil Nadu é atravessado pelos Ghats Ocidentais e Planalto de Decão no oeste, os Ghats Orientais no norte, as Planícies Costeiras Orientais que revestem a Baía de Bengala no leste, o Golfo de Manar e o Estreito de Palk a sudeste, o Mar das Laquedivas no cabo sul da península, com o rio Kaveri cortando o estado. Politicamente, Tâmil Nadu é limitado pelos estados indianos de Kerala, Carnataca e Andra Pradexe, e o território da união de Puducherri e compartilha uma fronteira marítima internacional com a província do norte do Seri Lanca na Ilha de Pamban.
Evidências arqueológicas apontam que Tâmil Nadu é habitada há mais de 400 milênios e tem mais de 5 500 anos de história cultural contínua. Historicamente, a região de Tamilacão foi habitada por pessoas dravidianas de língua tâmil e foi governada por vários regimes ao longo dos séculos, como o triunvirato da era Sangão dos Cheras, Cholas e Pandias, as Palavas (séculos 3-9 d.C.) e o posterior Império Vijayanagara (séculos 14-17 d.C.). A colonização europeia começou com o estabelecimento de portos comerciais no século 17, com os britânicos controlando grande parte do sul da Índia como a Presidência de Madras por dois séculos antes da independência indiana em 1947. Após a independência, a região tornou-se o Estado de Madras da República da Índia e foi reorganizada quando os estados foram redesenhados linguisticamente em 1956 para a forma atual. O estado foi renomeado como Tâmil Nadu, que significa "País Tâmil", em 1969. Assim, a cultura, a culinária e a arquitetura tiveram múltiplas influências ao longo dos anos e se desenvolveram de forma diversificada.
Como o estado mais urbanizado da Índia, Tâmil Nadu possui uma economia com produto interno bruto (PIB) de ₹ 23,65 lakh crore (US$ 300 bilhões), tornando-se a segunda maior economia entre os 28 estados da Índia. Tem o 9º maior PIB per capita do país, de ₹ 275 583 (US$ 3 500) e ocupa a 11ª posição no índice de desenvolvimento humano. Tâmil Nadu também é um dos estados mais industrializados, com o setor manufatureiro respondendo por quase um terço do PIB do estado. Com sua cultura e arquitetura diversificadas, longo litoral, florestas e montanhas, Tâmil Nadu é o lar de uma série de relíquias antigas, edifícios históricos, locais religiosos, praias, estações de colinas, fortes, cachoeiras e quatro Patrimônios Mundiais com a indústria de turismo do estado, a maior entre os estados indianos. As florestas ocupam uma área de 22 643 km2 (8 743 sq mi) constituindo 17,4% da área geográfica das quais as áreas protegidas cobrem uma área de 3 305 km2 (1 276 sq mi), cerca de 15% da área florestal registrada do estado e consiste em três reservas da biosfera, florestas de mangue, cinco parques nacionais, 18 santuários de vida selvagem e 17 santuários de aves. A indústria cinematográfica tâmil, apelidada de Kollywood, desempenha um papel influente na cultura popular do estado.

## Maiores cidades
| Cidade | População      |           |
| ------ | -------------- | --------- |
| 1      | Chenai         | 6 416 925 |
| 2      | Coimbatore     | 1 446 034 |
| 3      | Vellore        | 1 308 166 |
| 4      | Madurai        | 1 108 755 |
| 5      | Tiruchirapalli | 1 067 915 |
| 6      | Salem          | 973 829   |
| 7      | Erode          | 751 438   |
| 8      | Tirupur        | 589 906   |
| 9      | Tirunelveli    | 550 826   |
|        |                |           |